# هوب
هوب (بالإنجليزية: Hope, Arkansas)‏ هي مدينة تقع في مقاطعة هيمبستيد بولاية أركنساس في الولايات المتحدة. تبلغ مساحة هذه المدينة (كم²)، وترتفع عن سطح البحر 107 م، بلغ عدد سكانها 17264 نسمة في عام 2012 حسب إحصاء مكتب تعداد الولايات المتحدة.

## التركيبة السكانية
حدّد مكتب تعداد الولايات المتحدة بيانات التركيبة السكانية لهوب في تعداد الولايات المتحدة. في ما يلي، التركيبة السكانية حسب تعدادي 2000 و2010.

### تعداد عام 2000
بلغ عدد سكان هوب 10,616 نسمة بحسب تعداد عام 2000، وبلغ عدد الأسر 3,961 أسرة وعدد العائلات 2,638 عائلة مقيمة في المدينة. في حين سجلت الكثافة السكانية 380.9 نسمة لكل كيلومتر مربع (986.5/ميل2). وبلغ عدد الوحدات السكنية 4,301 وحدة بمتوسط كثافة قدره 154.3 لكل كيلومتر مربع (399.6/ميل2).
وتوزع التركيب العرقي للمدينة بنسبة 47.71% من البيض و43.17% من الأمريكيين الأفارقة و0.38% من الأمريكيين الأصليين و0.30% من الأمريكيين ذوي الأصول الآسيوية و0.03% من سكان جزر المحيط الهادئ و6.63% من الأعراق الأخرى و1.78% من عرقين مختلطين أو أكثر و13.48% من الهسبانيون أو اللاتينيون من أي عرق.
بلغ عدد الأسر 3,961 أسرة كانت نسبة 39.1% منها لديها أطفال تحت سن الثامنة عشر تعيش معهم، وبلغت نسبة الأزواج القاطنين مع بعضهم البعض 40.8% من أصل المجموع الكلي للأسر، ونسبة 21% من الأسر كان لديها معيلات من الإناث دون وجود شريك، بينما كانت نسبة 4.8% من الأسر لديها معيلون من الذكور دون وجود شريكة وكانت نسبة 33.4% من غير العائلات. تألفت نسبة 29.3% من أصل جميع الأسر من عدة أفراد يعيشون في نفس المنزل ونسبة 13.8% كانت تتألف من شخص يعيش بمفرده يبلغ من العمر 65 عاماً أو أكثر. وبلغ متوسط حجم الأسرة المعيشية 2.61، أما متوسط حجم العائلات فبلغ 3.20.
بلغ العمر الوسطي للسكان 32.3 عاماً. وكانت نسبة 28.9% من القاطنين تحت سن الثامنة عشر، وكانت نسبة 10.7% بين الثامنة عشر والرابعة والعشرين عاماً، ونسبة 26.8% كانت واقعةً في الفئة العمرية ما بين الخامسة والعشرين والرابعة والأربعين عاماً، ونسبة 18.2% كانت ما بين الخامسة والأربعين والرابعة والستين، ونسبة 12.8% كانت ضمن فئة الخامسة والستين عاماً فما فوق. يوجد لكل 100 أنثى 87.9 ذكر، ويوجد لكل 100 أنثى في الثامنة عشر من عمرها فما فوق 82.5 ذكر.
بلغ متوسط دخل الأسرة في المدينة 25,385 دولارًا، أما متوسط دخل العائلة فبلغ 28,445 دولارًا. وكان متوسط دخل الذكور 23,525 دولارًا مقابل 17,394 دولارًا للإناث. وسجل دخل الفرد الخاص بالمدينة 12,783 دولارًا. وكانت نسبة 22.3% من العائلات ونسبة 27.2% من السكان تحت خط الفقر، وكان من هؤلاء نسبة 41.4% تحت سن الثامنة عشر ونسبة 17.3% في الخامسة والستين من العمر وما فوق.

### تعداد عام 2010
بلغ عدد سكان هوب 10,095 نسمة بحسب تعداد عام 2010، وبلغ عدد الأسر 3,760 أسرة وعدد العائلات 2,503 عائلة مقيمة في المدينة. في حين سجلت الكثافة السكانية 362.2 نسمة لكل كيلومتر مربع (938.1/ميل2). وبلغ عدد الوحدات السكنية 4,312 وحدة بمتوسط كثافة قدره 154.7 لكل كيلومتر مربع (400.7/ميل2).
وتوزع التركيب العرقي للمدينة بنسبة 39.05% من البيض و43.35% من الأمريكيين الأفارقة و0.26% من الأمريكيين الأصليين و0.20% من الأمريكيين ذوي الأصول الآسيوية و0.07% من سكان جزر المحيط الهادئ و14.74% من الأعراق الأخرى و2.34% من عرقين مختلطين أو أكثر و20.76% من الهسبانيون أو اللاتينيون من أي عرق.
بلغ عدد الأسر 3,760 أسرة كانت نسبة 39.9% منها لديها أطفال تحت سن الثامنة عشر تعيش معهم، وبلغت نسبة الأزواج القاطنين مع بعضهم البعض 36.5% من أصل المجموع الكلي للأسر، ونسبة 23.9% من الأسر كان لديها معيلات من الإناث دون وجود شريك، بينما كانت نسبة 6.2% من الأسر لديها معيلون من الذكور دون وجود شريكة وكانت نسبة 33.4% من غير العائلات. تألفت نسبة 29.7% من أصل جميع الأسر من عدة أفراد يعيشون في نفس المنزل ونسبة 11.5% كانت تتألف من شخص يعيش بمفرده يبلغ من العمر 65 عاماً أو أكثر. وبلغ متوسط حجم الأسرة المعيشية 2.61، أما متوسط حجم العائلات فبلغ 3.22.
بلغ العمر الوسطي للسكان 32.5 عاماً. وكانت نسبة 29.6% من القاطنين تحت سن الثامنة عشر، وكانت نسبة 9.9% بين الثامنة عشر والرابعة والعشرين عاماً، ونسبة 25.3% كانت واقعةً في الفئة العمرية ما بين الخامسة والعشرين والرابعة والأربعين عاماً، ونسبة 22.4% كانت ما بين الخامسة والأربعين والرابعة والستين، ونسبة 12.7% كانت ضمن فئة الخامسة والستين عاماً فما فوق. وتوزع التركيب الجنسي للسكان بنسبة 46.3% ذكور و53.7% إناث.

## المناخ
يظهر الجدول التالي التغييرات المناخية على مدار السنة لهوب:
| البيانات المناخية لـهوب                                                 | البيانات المناخية لـهوب | البيانات المناخية لـهوب | البيانات المناخية لـهوب | البيانات المناخية لـهوب | البيانات المناخية لـهوب | البيانات المناخية لـهوب | البيانات المناخية لـهوب | البيانات المناخية لـهوب | البيانات المناخية لـهوب | البيانات المناخية لـهوب | البيانات المناخية لـهوب | البيانات المناخية لـهوب | البيانات المناخية لـهوب |
| الشهر                                                                   | يناير                   | فبراير                  | مارس                    | أبريل                   | مايو                    | يونيو                   | يوليو                   | أغسطس                   | سبتمبر                  | أكتوبر                  | نوفمبر                  | ديسمبر                  | المعدل السنوي           |
| ----------------------------------------------------------------------- | ----------------------- | ----------------------- | ----------------------- | ----------------------- | ----------------------- | ----------------------- | ----------------------- | ----------------------- | ----------------------- | ----------------------- | ----------------------- | ----------------------- | ----------------------- |
| الدرجة القصوى °ف (°م)                                                   | 88 (31)                 | 87 (31)                 | 95 (35)                 | 97 (36)                 | 98 (37)                 | 110 (43)                | 115 (46)                | 115 (46)                | 108 (42)                | 101 (38)                | 90 (32)                 | 83 (28)                 | 115 (46)                |
| متوسط درجة الحرارة الكبرى °ف (°م)                                       | 52 (11)                 | 58 (14)                 | 66 (19)                 | 74 (23)                 | 81 (27)                 | 88 (31)                 | 92 (33)                 | 92 (33)                 | 85 (29)                 | 76 (24)                 | 63 (17)                 | 54 (12)                 | 73 (23)                 |
| متوسط درجة الحرارة الصغرى °ف (°م)                                       | 30 (−1)                 | 33 (1)                  | 41 (5)                  | 48 (9)                  | 58 (14)                 | 66 (19)                 | 69 (21)                 | 68 (20)                 | 61 (16)                 | 49 (9)                  | 40 (4)                  | 32 (0)                  | 50 (10)                 |
| أدنى درجة حرارة °ف (°م)                                                 | −8 (−22)                | −4 (−20)                | 9 (−13)                 | 26 (−3)                 | 35 (2)                  | 45 (7)                  | 53 (12)                 | 50 (10)                 | 34 (1)                  | 25 (−4)                 | 13 (−11)                | 2 (−17)                 | −8 (−22)                |
| الهطول إنش (مم)                                                         | 4.17 (106)              | 3.97 (101)              | 4.98 (126)              | 4.89 (124)              | 4.90 (124)              | 4.04 (103)              | 3.78 (96)               | 3.51 (89)               | 4.06 (103)              | 4.54 (115)              | 5.91 (150)              | 5.06 (129)              | 53.81 (1٬366)           |
| متوسط تساقط الثلوج إنش (سم)                                             | 1.70 (4.3)              | 1.10 (2.8)              | 0.10 (0.25)             | 0 (0)                   | 0 (0)                   | 0 (0)                   | 0 (0)                   | 0 (0)                   | 0 (0)                   | 0 (0)                   | 0 (0)                   | 0.70 (1.8)              | 3.6 (9.15)              |
| المصدر: http://www.intellicast.com/Local/History.aspx?location=USAR0273 |                         |                         |                         |                         |                         |                         |                         |                         |                         |                         |                         |                         |                         |

## أعلام
- ديفيد إل. أرمسترونغ
- فيرجينيا كلينتون كيلي
- باول تيسون
- تشاد غريفين
- فينس فوستر
- بيل كلينتون
- جي. لويد سبنسر

## وصلات خارجية
- www.hopearkansas.net
- The US50 - Cities and Towns in Arkansas State
- 2012 United States Census Estimate